# 하공로
하공로(Hagong-ro)는 전북특별자치도 김제시 요촌동 서흥 교차로와 공덕면 동계리 목천대교를 잇는 전북특별자치도의 도로이다.

## 연혁
- 2002년 5월 28일 : 김제 ~ 공덕 ~ 이리간 도로(김제시 공덕면 황산리 ~ 익산시 목천동) 7.2km 구간 확장 개통[1]
- 2002년 11월 : 김제 ~ 공덕간 도로(김제시 명덕동 ~ 교동, 김제시 서암동 ~ 공덕면 황산리) 10.4km 구간 확장 개통[2], 기존 7.2km 구간 폐지[3]
- 2009년 7월 10일 : 2개 이상 시·군에 걸쳐 있는 도로로 하공로를 고시[4]

## 주요 경유지
전북특별자치도
- 김제시 (요촌동 · 하동 · 흥사동 · 백산면 · 공덕면)

## 노선
| 이름                         | 접속 노선                                        | 소재지 | 소재지 | 비고                                     |
| ---------------------------- | ------------------------------------------------ | ------ | ------ | ---------------------------------------- |
| 서흥 교차로 (대학로지하차도) | 국도 제23호선 (벽성로) 지방도 제712호선 (남북로) | 김제시 | 요촌동 | 국도 제23호선 구간 지방도 제712호선 구간 |
| 노인복지타운입구 교차로      | 하동1길                                          | 김제시 | 요촌동 | 국도 제23호선 구간 지방도 제712호선 구간 |
| 흥사 교차로                  | 지방도 제712호선 (백산로) 서흥공단1길            | 김제시 | 요촌동 | 국도 제23호선 구간 지방도 제712호선 구간 |
| 흥복사입구 교차로            | 승반길 흥사길                                    | 김제시 | 요촌동 | 국도 제23호선 구간                       |
| 산업도로 교차로              | 국도 제23호선 (아리랑로)                         | 김제시 | 요촌동 | 국도 제23호선 구간                       |
| 상정교                       |                                                  | 김제시 | 백산면 |                                          |
| 상정 교차로                  | 종정길                                           | 김제시 | 백산면 |                                          |
| 백산 교차로                  | 지방도 제702호선 (농제로)                        | 김제시 | 백산면 | 지방도 제702호선 구간                    |
| 존걸 교차로                  | 지방도 제702호선 (소음방로) 유강로 황경길        | 김제시 | 공덕면 | 지방도 제702호선 구간                    |
| 송산육교                     | 공덕4길                                          | 김제시 | 공덕면 |                                          |
| 덕광교                       |                                                  | 김제시 | 공덕면 |                                          |
| 공덕 교차로                  | 국도 제21호선 (새만금북로)                       | 김제시 | 공덕면 |                                          |
| 목천대교                     |                                                  | 김제시 | 공덕면 |                                          |
| 무왕로와 직결                |                                                  |        |        |                                          |

## 주요 건물 및 시설
- 덕암중학교, 덕암고등학교, 덕암정보고등학교 (전북특별자치도 김제시 하공로 9)
- 농협사료 전북지사 (전북특별자치도 김제시 하공로 222)